# 1E 161348−5055
1E 161348−5055 ist ein Neutronenstern inmitten des Supernova-Überrests RCW 103 im Sternbild Winkelmaß. Er wurde vom High Energy Astronomy Observatory 2 Röntgenteleskop entdeckt. Durch weitere Beobachtungen im Röntgenbereich bei einem Strahlungsausbruch im Juni 2016 mit den Forschungssatelliten XMM-Newton, Chandra, Swift und NuSTAR konnte seine Umdrehungsgeschwindigkeit mit einer Umdrehung alle 6,7 Stunden bestimmt werden. Damit ist er der mit Abstand am langsamsten drehende bekannte Pulsar. Die Messungen sprechen außerdem dafür, dass es sich um einen Magnetar handelt. Der Stern ist etwa 10.000 Lichtjahre von der Erde entfernt und entstand vor etwa 2000 Jahren. Wie sich innerhalb dieser (im astronomischen Maßstab) kurzen Zeit die Drehgeschwindigkeit so weit verringern konnte, ist den Forscher bisher unklar. Möglicherweise befand sich 1E 161348−5055 so dicht an dem ihn umgebenden Nebel aus Gas und Staub, dass er diesen mit in Rotation versetzte und dadurch selbst rasch an Rotationsenergie verlor. Eine andere Erklärung ist, dass der Neutronenstern noch einen bisher unbekannten Stern als Begleiter hat. Dann hätten die Wissenschaftler mit der Rotationszeit von 6,7 Stunden nicht die Eigendrehung des Sterns gemessen, sondern die Zeit, mit der sich die beiden Sterne umeinander drehen.